# Dorota Sitańska
Dorota Sitańska, född Piekarskich 1767, död efter 1797, var en polsk ballerina, aktiv 1778-1797. Hon använde ofta artistnamnet Małgorzatą Sitańska.
Hon tillhörde greve Antoni Tyzenhauz livegna och placerades av honom i hans privata balettskola, som låg på hans egendom i Grodno och Postawy. 
Hon debuterade vid elva års ålder i "Baletu wieśniackiego" i Grodno år 1778. 
Hon testamenterades till kungen tillsammans med hela baletten 1785. Hon var sedan engagerad vid kungliga baletten Hans Majestäts Nationaldansare i Nationalteatern, Warszawa. Det balettsällskap på 30 dansare, som hade skapats på initiativ av den balettintresserade Tyzenhauz, och tränats upp av François Gabriel Le Doux från Paris och Daniel Curz från Venedig, blev därmed den första baletten i Polen, och dess medlemmar var landets första inhemska yrkesdansare. Dorota Sitańska nämns som en av balettens fem största stjärnor vid sidan av Michał Rymiński, Marianna Malińska, Adam Brzeziński, och Stefan Holnicki.
Bland hennes roller nämns Wandy i "Wanda królowa polska", Kleopatry i "Kleopatra i Marek Antoniusz", och Elmiry i "Soliman II". Hon var solist och uppträdde exempelvis vid invigningen av Johan III:s staty 1788. Hon gifte sig 1787 med hovkapllmästare Leon Sitańskiego. 1795 flyttade hon med den övriga baletten till Grodno efter Polens tredje delning. Liksom sina kolleger undertecknade hon 1797 ett dokument angående betalningen av personalen vid det upplöst kungliga hovet. Hennes liv efter 1797 är okänt.